# Стан Утиный
Стан Ути́ный (Стан-Утиный, Утиный) — посёлок в Ягоднинский городском округе Магаданской области России.

## География
Расположен на Магаданской автотрассе севернее города Магадан. Расстояние до административного центра км.
Гидрографическая сеть
р. Утиная, ручьи Длинный, Юбилейный, Холодный.
Уличная сеть
улица Олега Когодовского

## Экономика
Kарьер «Утиный» Оротуканского горно-обогатительного комбината.
В 1995 году функционировали: котельная, детский садик, магазин, столовая, баня.

## История
В 1930 годах в Утинской долине обнаружены промышленные запасы рудного золота. 
В первой половине сороковых годов в поселке Стан-Утиный приступили к строительству золотоизвлекательной фабрики (ЗИФ), которая была сдана в эксплуатацию весной 1945 года. Руководил её строительством В. И. Соломатов. Располагалась она на левом берегу речки Утиная, в 125 километрах от поселка Ягодный и в двух километрах от рудника «Холодный». Золотоизвлекательная фабрика, близлежащие рудники и прииск «Стан-Утиный» составляли Утинский горнорудный комбинат (УГРК).
С 2005 до 2011 посёлок входил в городское поселение, а с 2011 до 2015 гг. в сельское поселение посёлок Спорное Ягоднинского муниципального района.

## Население
| 1930 | 2002 | 2010 | 2012 | 2013 | 2014 | 2015 |
| ---- | ---- | ---- | ---- | ---- | ---- | ---- |
| 43   | ↘0   | →0   | →0   | →0   | →0   | →0   |
| 2021 |      |      |      |      |      |      |
| ↗2   |      |      |      |      |      |      |